# IC 5295
IC 5295 ist eine linsenförmige Galaxie vom Hubble-Typ SB0 im Sternbild Pegasus am Nordsternhimmel. Sie ist schätzungsweise 371 Millionen Lichtjahre von der Milchstraße entfernt und hat einen Durchmesser von etwa 75.000 Lj.
Im selben Himmelsareal befinden sich u. a. die Galaxien NGC 7548, IC 5293, IC 5296, IC 5297.
Das Objekt wurde am 12. November 1899 vom französischen Astronomen Stéphane Javelle entdeckt.